# NGC 2734
NGC 2734 (również PGC 25413) – galaktyka eliptyczna (E), znajdująca się w gwiazdozbiorze Raka. Odkrył ją Albert Marth 28 marca 1864 roku.